# テングハギ
テングハギ（学名：Naso unicornis　英米：Unicorn Tang）は、テングハギ属に分類される海水魚の一種。別名はブタハゲ、ツノハゲ。

## 分布
西・中部太平洋、インド洋に分布する。

## 特徴
体長は50センチメートル。体色は黒褐色で、尾柄の骨質板は青黒色となる。前頭部に角のような突起がある。尾鰭後縁の両葉端は糸状に伸びる。背鰭は5-6棘27-30軟条、尻鰭は2棘27-29軟条。
サンゴ礁に生息し、藻類を食べる。

## 利用
沖縄ではチヌマンと呼び、刺身などにする。
熱帯海域に生息するテングハギはシガテラ中毒を起こすことがある。市場での販売が自粛されている場合がある（札幌市中央卸売市場では販売自粛の対象）。